# Powieść marynistyczna

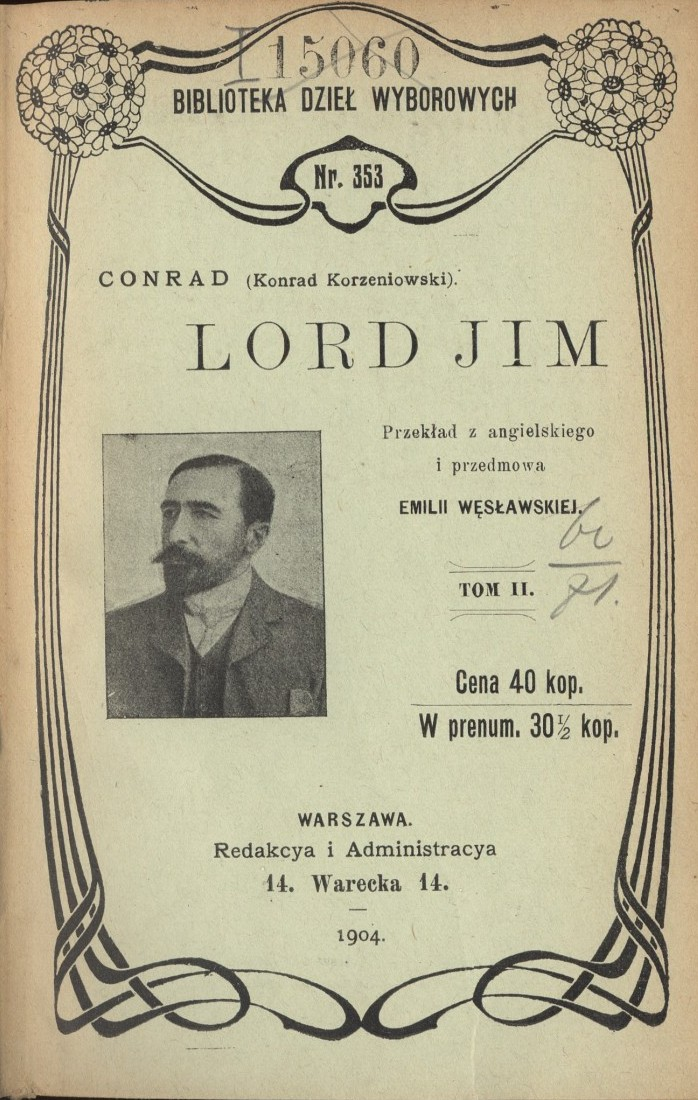
Powieść marynistyczna

Powieść marynistyczna – jedna z odmian powieści, której treść koncentruje się na tematyce morza, wojen morskich oraz życiu codziennym marynarzy.